# Gvardéievka
Gvardéievka (en rus: Гвардеевка) és un poble de l'óblast de Saràtov, a Rússia, segons el cens del 2010 tenia un habitant. Pertany al districte municipal d'Atkarsk.